# Atractus ventrimaculatus
Atractus ventrimaculatus là một loài rắn trong họ Colubridae. Loài này được Boulenger mô tả khoa học đầu tiên năm 1905.